# 耳道
耳道（ear canal）又称外耳道（external acoustic/auditory meatus，EAM），是外耳到中耳的通道，与耳廓一同组成了外耳。人的耳道從耳廓延伸到鼓膜，長約2.5（1英寸），直徑約0.7（0.3英寸）。

## 結構
人的耳道分為二部份。靠外側的三分之一是由彈性的軟骨構成，其前壁和下壁是軟骨，而上壁和後壁是纖維狀。耳道的軟骨是耳廓軟骨的延續，其中有細毛以及專門的汗腺，稱為顶泌汗腺，會分泌耳垢。而其靠內側的三分之二是由骨骼構成，兒童的耳道骨質部份較短，新生兒則只有一個環（環狀鼓室）。骨質耳道的上皮更薄，因此比軟骨耳道更加敏感。
耳道的長度及形狀因人而異。大約長度為2.5（1英寸），直徑為0.7（0.28英寸）。耳道是S形的，先往後，往下，再往上行。其剖面為橢圓形的。

## 疾病
因為耳道比較容易和外界接觸，也比較容易受到疾病的影響。以下是一些和耳道有關的疾病：
- 耳道閉鎖
- 耳垢栓塞
- 骨質暴露，是因為耳道表皮摩損所造成。
- 耳道骨瘤
- 胆脂瘤
- 耳道接觸性皮炎
- 真菌感染（耳真菌病（英语：otomycosis））
- 動物的耳疥蟲（英语：Ear mite）
- 耳蠅蛆病，罕見的蛆感染疾病
- 耳中異物
- 肉芽腫，因 中耳管手術（英语：tympanostomy tube）造成的疤痕
- 外耳炎造成的耳道細菌性發炎
- 耳道狹窄（英语：Stenosis）

## 耳垢
耳垢是耳道中蠟狀的物質，在人類的耳道中有重要的作用，可以清潔及潤滑，並且保護耳部不受细菌、真菌及昆虫的進入。若是過量或是栓塞的耳垢，可能會壓迫耳膜和/或閉塞外耳道，造成傳導性聽力損失。栓塞耳垢若沒有處理，會增加耳道感染的風險。

## 圖片集

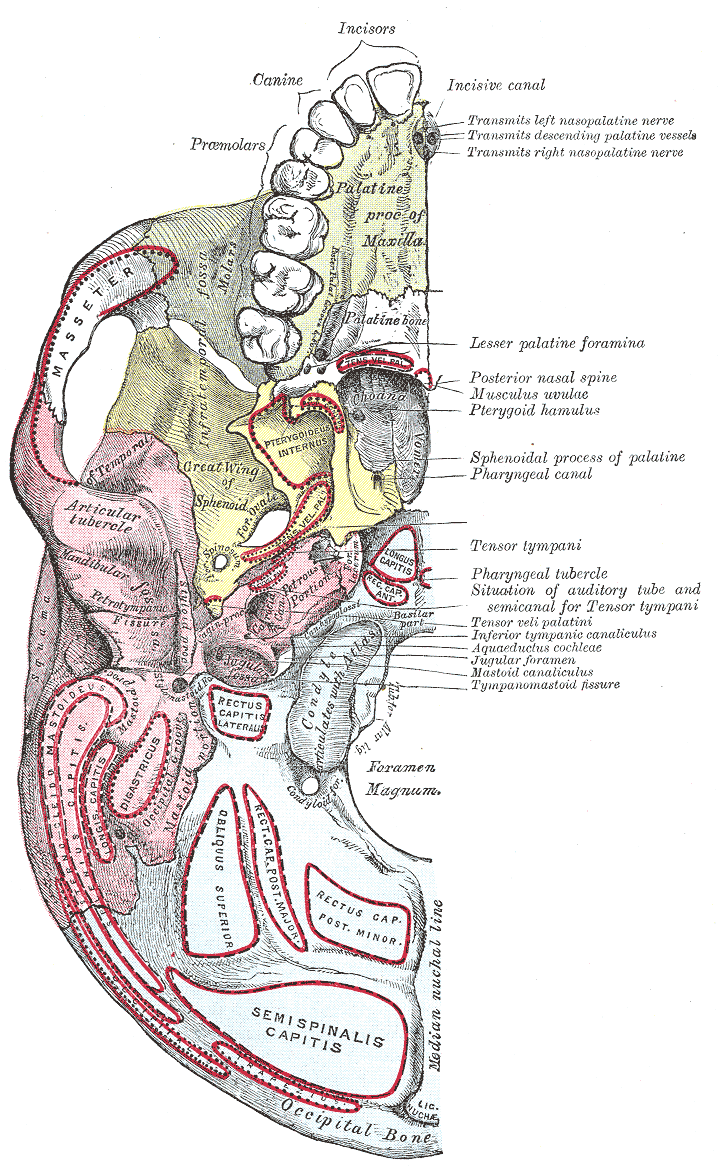
頭顱的基部，內表面
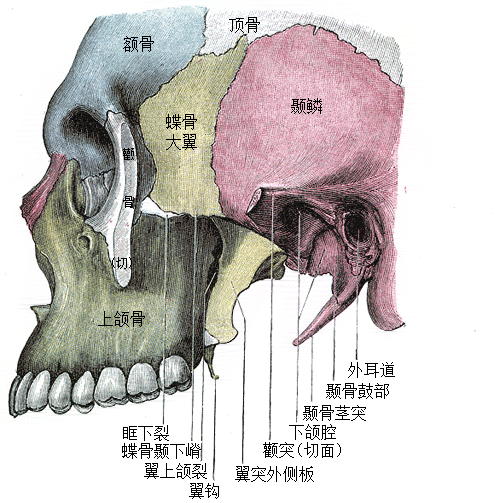
左顳下窩
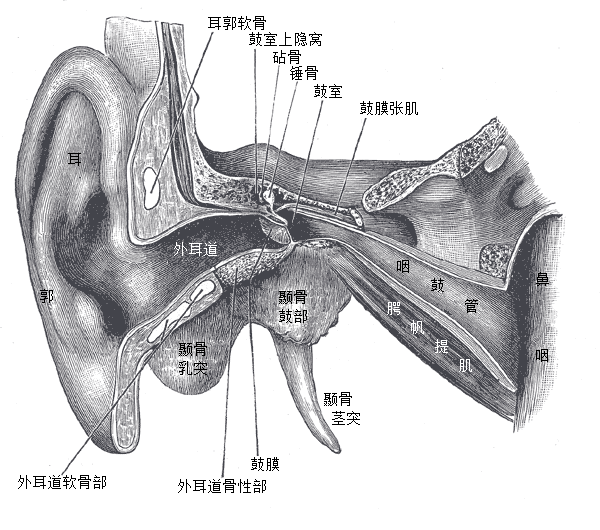
外耳和中耳，從正面打開。右邊
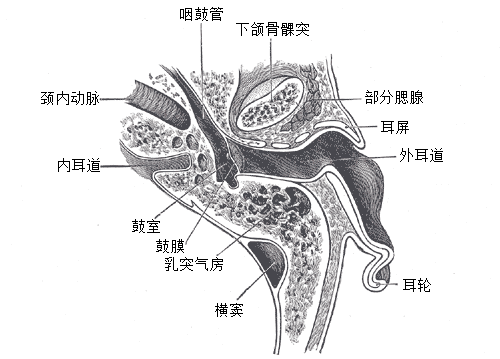
左耳水平剖面；上半部分。
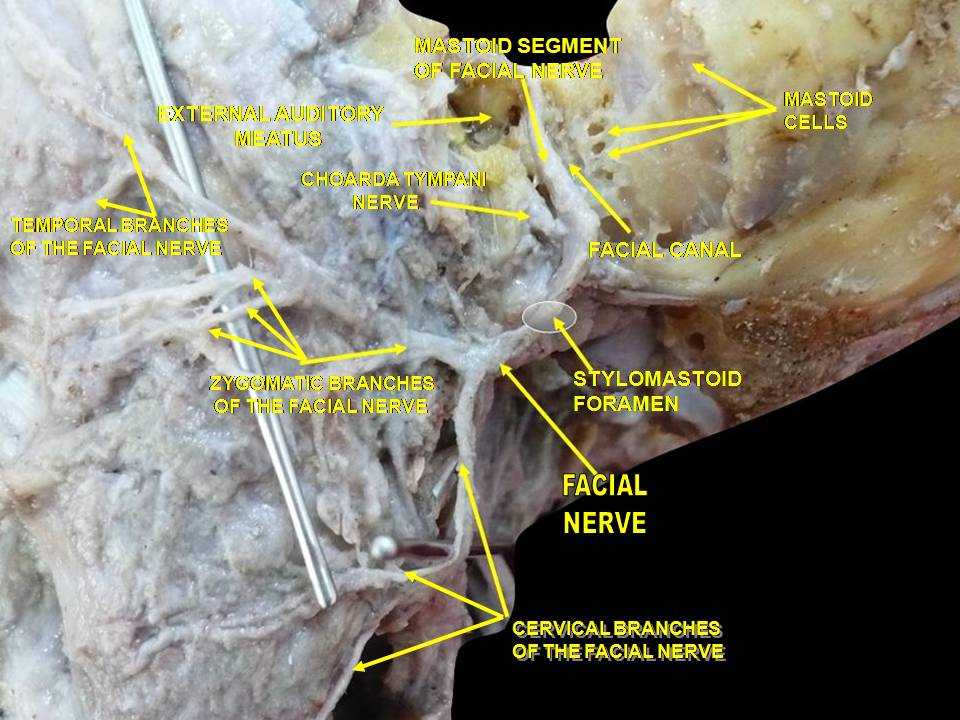
頭部側面解剖細節。面部神經解剖

## 外部連結
- Veterans Health Administration web site
- OSHA web site
- Continuing Medical Education Ear Photographs （页面存档备份，存于）
- Otoscopy Tutorial w/ Images
- . Roche Lexicon - illustrated navigator. Elsevier. （原始内容存档于2014-01-01）.